# Copa de Competencia Británica
A Copa de Competencia Británica egy argentin labdarúgókupa volt. A kupát 1944-ben alapították meg, az utolsó torna pedig 1948-ban került megrendezésre. A tornán csak első osztályban szereplő klubok vettek részt.
A trófeát Argentína brit nagykövete adományozta és VI. György brit királyról kapta a nevét.

## Eredmények

### Döntők
| Szezon | Győztes                       | Eredmény                      | Második                       | Helyszín                         |
| ------ | ----------------------------- | ----------------------------- | ----------------------------- | -------------------------------- |
| 1944   | Huracán                       | 4–2                           | Boca Juniors                  | Estadio Gasómetro, Buenos Aires  |
| 1945   | Racing Club                   | 4–1                           | Boca Juniors                  | Estadio Gasómetro, Buenos Aires  |
| 1946   | Boca Juniors                  | 3–1                           | San Lorenzo                   | Estadio Monumental, Buenos Aires |
| 1948   | (Abbahagyták az első körben.) | (Abbahagyták az első körben.) | (Abbahagyták az első körben.) | (Abbahagyták az első körben.)    |

### Gólkirályok
| Év   | Játékos         | Gólok száma | Csapat      |
| ---- | --------------- | ----------- | ----------- |
| 1944 | Norberto Méndez | 6           | Huracán     |
| 1945 | Humberto Fiore  | 5           | Racing Club |